# Interactions logiques
La notion mathématique d’« interaction logique », conçue comme généralisation de celle d’« interaction », issue du plan d'expérience, a été introduite à la fin des années 1990. D’abord utilisée en analyse des données (Iconographie des corrélations), elle a trouvé un champ d’application dans les modèles de régression multiple non postulés.

## Notion d’interaction
La notion d’interaction ne doit pas être confondue avec celle de corrélation. On parle d’effet d’interaction lorsqu’une variable à expliquer Y est conditionnée par le couplage de deux variables explicatives A et B.
Dans l’exemple suivant, Y n’est corrélé ni à A ni à B ; mais Y est corrélé négativement au produit A.B. En effet, Y présente de fortes valeurs lorsque A.B présente de faibles valeurs :
|         | A  | B  | A.B | Y  |
| ------- | -- | -- | --- | -- |
| Essai 1 | -1 | -1 | 1   | 10 |
| Essai 2 | -1 | 1  | -1  | 21 |
| Essai 3 | 1  | -1 | -1  | 19 |
| Essai 4 | 1  | 1  | 1   | 9  |
L' « interaction » A.B est aussi appelé « produit croisé » de A et de B.

## Un cas particulier de tableau de donnée
Le tableau ci-dessus est parfois appelé « plan d’expériences complet à 2 niveaux ». En effet, chaque variable explicative n’a que 2 niveaux (faible et fort), et tous les cas sont considérés, à savoir :
- A faible et B faible,
- A faible et B fort,
- A fort et B faible,
- A fort et B fort.

La variable à expliquer Y est aussi appelée la "réponse" de l'expérience.

C’est un cas particulier du « plan d’expériences complet à k niveaux ».
Dans un « plan complet », les variables A, B et A.B sont orthogonales, c'est-à-dire que leur corrélation est nulle.
Le plan complet est lui-même un cas particulier du « plan d’expérience », dans lequel les variables explicatives A et B sont contrôlées de façon raisonnée pour obtenir le maximum d’information concernant leurs influences sur Y, dans le minimum d’essais.
Enfin, le plan d’expériences est un cas particulier des tableaux de données, dans lesquels les variables explicatives ne sont pas forcément contrôlées.

## Généralisation aux tableaux quelconques
La notion d’interaction logique, qui va être introduite ci-après, s’applique aux tableaux de données en général, sur variables quantitatives et/ou qualitatives (pourvu que ces dernières utilisent un codage disjonctif complet).
Quand les variables A et B n'ont pas la même unité, comment calculer le produit A.B pour qu’il garde un sens physique ?
Il faut se ramener à une unité commune d’évaluation. L’usage est de centrer réduire les variables A et B, avant de calculer le produit croisé A.B (les variables centrées réduites ont une moyenne nulle et un écart type égal à un). Dans ces nouvelles unités, notre tableau devient :
|         | A      | B      | A.B    | Y  |
| ------- | ------ | ------ | ------ | -- |
| Essai 1 | -0.866 | -0.866 | .866   | 10 |
| Essai 2 | -0.866 | 0.866  | -0.866 | 21 |
| Essai 3 | 0.866  | -0.866 | -0.866 | 19 |
| Essai 4 | 0.866  | 0.866  | 0.866  | 9  |

## Interprétation physique du produit croisé
L’interprétation physique du produit de deux variables de même unité, comme la longueur et la largeur, est aisée (c’est une surface).
Mais que signifie l’effet sur Y du produit croisé A.B de deux variables qui étaient à l'origine d’unités différentes, et qui ont été centrées réduites ?
Figure 1 : A en abscisse, B en ordonnée ; et les valeurs correspondantes de Y. La variable à expliquer Y est faible si A et B sont faibles, ou bien si A et B sont forts.
Figure 2 :
•	en rouge : variation de Y en fonction de A, pour B faible ;
•	en bleu : variation de Y en fonction de A, pour B fort.
Y varie donc de façon différente en fonction de A, selon que B est faible ou fort.
Figure 3 : profils de variation, en fonction de la suite des essais : Y ressemble surtout à « A*B ». Ou si l’on préfère, Y est corrélé positivement avec « A*B » et négativement avec A.B.

Ces figures montrent que Y est fort si A est faible et B est fort, ou bien si A est fort et B est faible.
En d’autres termes l’opération « A*B » = -A.B correspond au « ou exclusif » de la logique.

La figure 1 représentait le « ou exclusif » dans le cas où les variables A et B sont discontinues à deux niveaux.
Dans le cas où les variables A et B sont continues, on obtient la figure 4 caractérisée par des « montagnes » en rouge lorsque A est fort et B faible, ou bien A est faible et B est fort. Dans le cas contraire, il y a des « vallées » (en bleu).
Figure 4 : surfaces de réponse de la variable A*B

## Notion d’«interaction logique»
Puisque la variable artificielle « A*B » = -A.B correspond au « ou exclusif » de la logique, il est naturel de s'intéresser aussi à une « interaction logique » beaucoup plus fréquente en physique, à savoir le « et » logique : « A&B ».
Dans le cas des variables à 2 niveaux, la colonne « A&B » aura les valeurs suivantes (valeur forte seulement si A et B sont forts):
|         | A  | B  | A.B | A*B | A&B | Y  |
| ------- | -- | -- | --- | --- | --- | -- |
| Essai 1 | -1 | -1 | 1   | -1  | -1  | 10 |
| Essai 2 | -1 | 1  | -1  | 1   | -1  | 21 |
| Essai 3 | 1  | -1 | -1  | 1   | -1  | 19 |
| Essai 4 | 1  | 1  | 1   | -1  | 1   | 9  |
Et, dans le cas général des variables continues, nous avons la figure suivante :

Les figures suivantes montrent d’autres "interactions logiques", dont on trouvera la description ci-après, et les formules mathématiques en références.

## Signification des symboles d’interactions logiques
| f(A,B) | Signification           | La réponse Y est forte lorsque...                           |
| ------ | ----------------------- | ----------------------------------------------------------- |
| A*B    | A ou-exclusif B         | ...A est fort et B faible ou A est faible et B fort         |
| A^B    | A ou B                  | ...A est fort ou B est fort                                 |
| A^-B   | A ou non B              | ...A est fort ou B est faible                               |
| A&B    | A et B                  | ...A et B sont forts                                        |
| A&-B   | A et non B              | ...A est fort et B est faible                               |
| A]B    | A modulé par B          | ...A est fort si B est fort                                 |
| A]-B   | A modulé par non B      | ...A est fort si B est faible                               |
| A}B    | A modulé par B moyen    | ...A est fort si B est moyen                                |
| A{B    | A moyen si B            | ...A est moyen si B est fort                                |
| A{-B   | A moyen si non B        | ...A est moyen si B est faible                              |
| A'B    | ni A ni B (sens large)  | ...ni A ni B ne sont extrêmes (ils sont moyens)             |
| A!B    | ni A ni B (sens strict) | ...ni A ni B ne sont extrêmes (ils sont strictement moyens) |
| A#B    | A comme B               | ...A varie comme B                                          |
| A+B    | "A plus B"              | ...la somme de A et B (centrés-réduits) est forte           |
| A-B    | "A moins B"             | ...la différence de A et B (centrés-réduits) est forte      |